# Gisela Voigt
Gisela Voigt (* 22. November 1953 in Großenhain) ist eine ehemalige deutsche Politikerin (SED, PDS). 1990 gehörte sie der letzten Volkskammer der DDR an.

## Leben und Beruf
Voigt besuchte die Polytechnische Oberschule in Cottbus, die sie nach der 10. Klasse abschloss. Sie studierte an der Medizinischen Fachschule in Cottbus und schloss als Krankenschwester ab. Im erlernten Beruf war sie bis 1984 in den Bereichen Neurologie und Psychiatrie tätig.
Sie ist mit dem ehemaligen FDJ- und Sportfunktionär Volker Voigt verheiratet.

## Politik
Voigt war Mitglied der SED. Seit 1984 war sie dort als hauptamtliche Parteifunktionärin auf Kreis- und Bezirksebene tätig. Daneben engagierte sie sich in der entstehenden Feminismus-Bewegung.
1990 ging die SED in der PDS auf, in der Voigt ebenfalls aktiv war. Sie war Mitarbeiterin der Partei und gehörte dem Präsidium des PDS-Bezirksvorstands in Berlin an, außerdem leitete sie die Kommission für Frauen, Jugend und Sport.
Bei der Volkskammerwahl 1990 wurde Voigt über den Listenplatz 8 der PDS-Liste im Wahlkreis Berlin gewählt. Sie gehörte der Volkskammer bis zu deren Auflösung zum 2. Oktober 1990 an.